# FS ETR.450
Die ETR.450 (von italienisch ElettroTreno Rapido) oder „Elektrischer Schnellzug“ waren von Fiat Ferroviaria (heute zum Alstom-Konzern gehörend) und Ercole Marelli hergestellte und von Trenitalia (FS) betriebene Neigezüge, die 1984 bestellt wurden und mit dem Sommerfahrplan 1988 auf der Relation Rom–Mailand den Dienst aufnahmen.

## Technik
Die Triebwagenzüge waren von dem 1971 gebauten Prototyp-Triebwagen FIAT Y 0160 und dem 1975 gefertigten elektromotorischen Vorgänger ETR.401 abgeleitet (weltweit erster Zug mit aktiver hydraulischer Neigetechnik, bis 2000 gelegentlich eingesetzt) und bestanden aus neun Teilen, zwei Steuerwagen als Endwagen und sieben Mittelwagen. Der ETR.450 repräsentierte die zweite „Pendolino“-Generation. Er behielt das Aussehen und die wichtigsten Abmessungen des Vorgängers ETR.401 bei, unterschied sich aber in manchen technischen Details aufgrund von Weiterentwicklungen deutlich von diesem. Die eher schmalen und niedrigen Waggons konnten in Querrichtung nur 3 Sitze bequem nebeneinander aufnehmen (2+1-Bestuhlung).
Der hauptsächliche Unterschied im elektrischen Teil bestand in der Einführung von Leistungselektronik. Während die Elektromotoren weiterhin mit 3.000 Volt Gleichspannung gespeist wurden, wurde die Geschwindigkeitsregelung mithilfe eines sogenannten Choppers statt eines Rheostaten vorgenommen. Die Kraftübertragung auf die Neigeantriebe in jedem Wagen geschah über eine elektro-hydraulische Unterstützung mit zentraler Steuerung. Die Neigung betrug 8° (maximal 10° sind möglich), die Stromabnehmer neigten sich nicht mit.
In technischer Hinsicht konnte der Zug auf ebener Strecke eine Geschwindigkeit von 280 km/h erreichen. Im Regelbetrieb waren ursprünglich bis zu 250 km/h zugelassen, Kurven wurden durch Seitenneigung rund 25 bis 30 % schneller durchquert. Möglich werden diese Fahrleistungen durch eine geringe Achslast von rund 12 Tonnen und über den Zug verteilte Unterflurmotore (zwei pro Waggon, auf je einen Drehgestellradsatz wirkend). Italien war mit der Einführung der ETR.450 das zweite Land Europas (nach Frankreich mit dem TGV), in dem der Zugverkehr bei der Reisezeit den Durchschnittswert von 200 km/h überschritt. Dadurch konnte mit Intercity-Zügen eine Verringerung der Fahrzeit zwischen Rom und Mailand von 4 Stunden und 55 Minuten auf 3 Stunden, 58 Minuten, also etwa 20 %, erzielt werden. Im Ergebnis des Geschäftsjahres 1989, mit 1.500.000 von der „Pendolini“-Flotte zurückgelegten Kilometern, kam es zu einem einzigen Ausfall (ohne Einsatzunterbrechung). In der Presse kursierte damals ein Bild einer älteren E.626-Lokomotive, die einen defekten neuen ETR zog, was Fragen zur Zuverlässigkeit aufwarf. Es kann festgehalten werden, dass in den Betriebsergebnissen der ersten sechs Jahre statistisch gesehen nur 0,78 Fehler pro eine Million Kilometer auftraten, im Vergleich zu 13 Fehlern pro Million bei den damals gleichfalls recht neuen Lokomotiven der Reihe E.633.

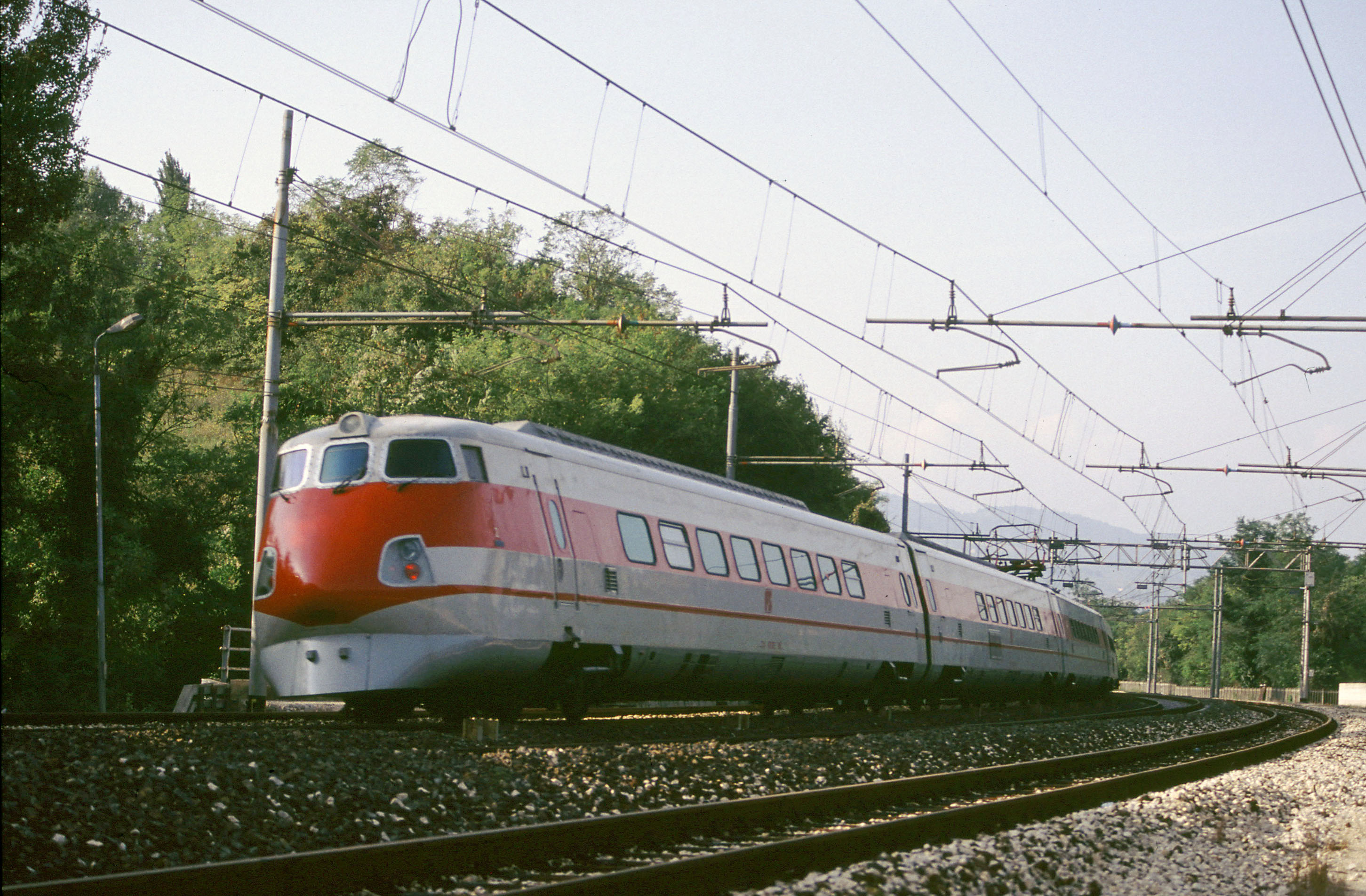
ETR.450 bei Monzuno, Bologneser Apennin

## Einsatz
Nach Einsatzerprobung am 20. April begann mit dem Sommerfahrplan 1988 ab 29. Mai der reguläre Betrieb zweier Paar ETR.450 als bestes Zugangebot auf italienischen Schienen mit der Direktverbindung Rom–Mailand in unter vier Stunden. Bei zeitgleicher Abfahrt aus Rom und Mailand, jeweils um 7 Uhr und um 19 Uhr standen 240 Sitze zur Verfügung. Zu Beginn in sechsteiliger Erste-Klasse-Zusammenstellung gefahren, wählte man seit 1993 eine Aufteilung in drei Waggons erster Klasse mit den restlichen als Zweite-Klasse-Wagen.

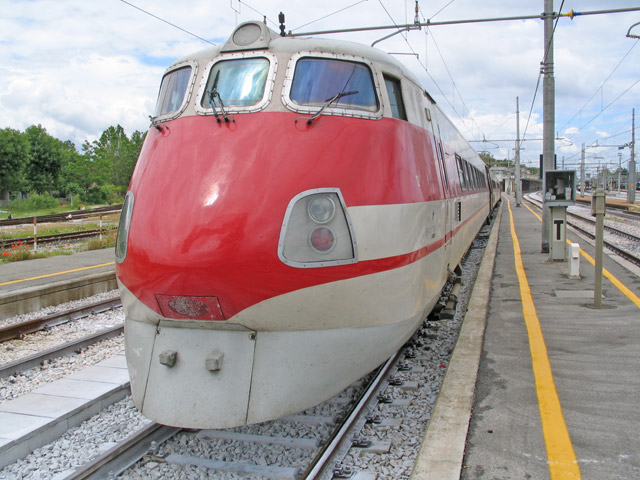
ETR.450, abgestellt

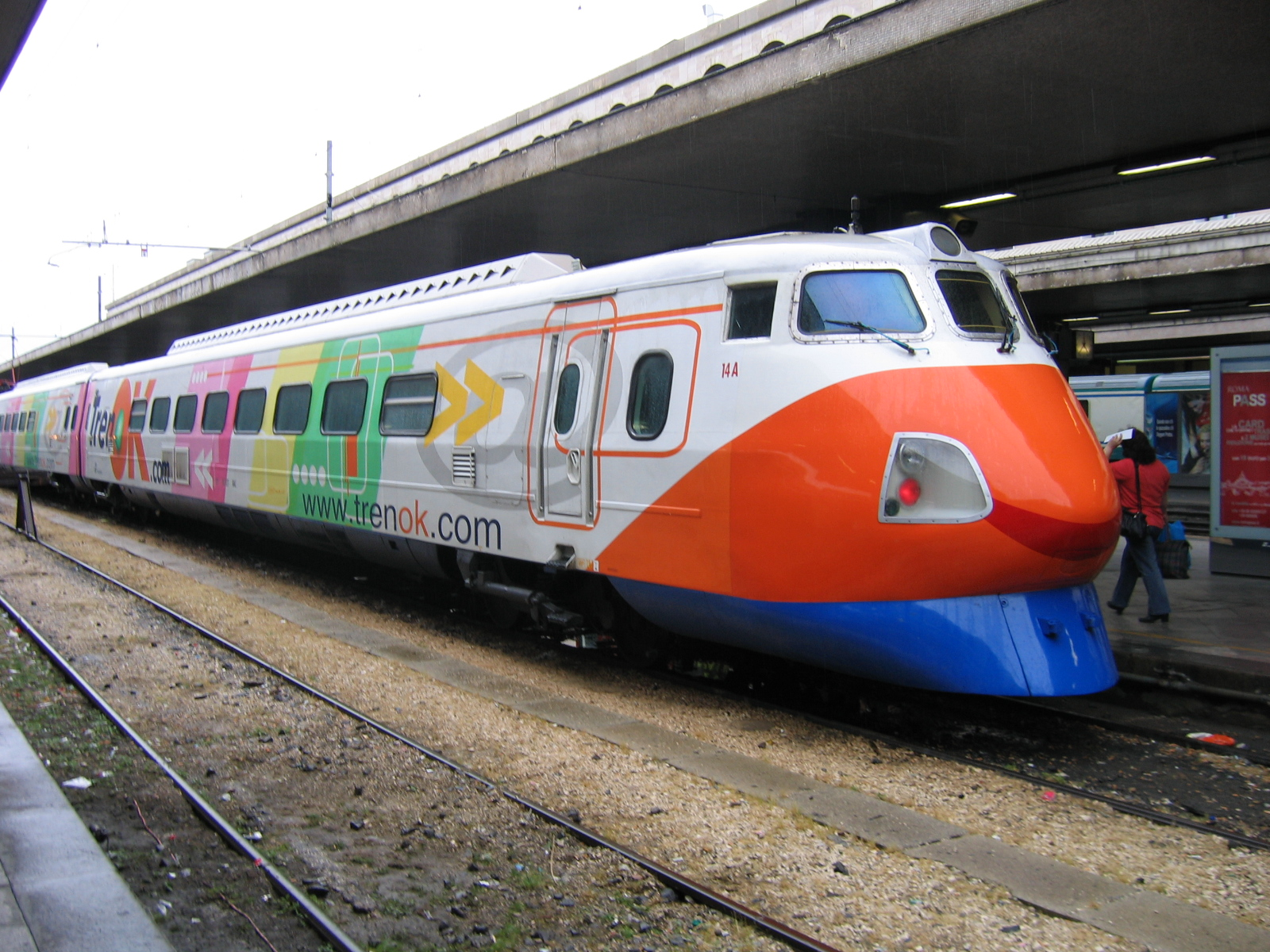
ETR.450.027 in TrenOk-Lackierung, Station Roma Termini

Während des Winters 1988/1989 konnte durch Lieferung weiterer Einheiten der Einsatz auf Turin und Neapel ausgeweitet werden. Die Züge wurden durch Mittelwagen sukzessive verlängert, sodass bis zu 340 Passagiere befördert werden konnten. Später kamen noch antriebslose Speisewagen hinzu. Mit Sommer 1989 wurden ab Mai Relationen nach Venedig, Salerno und Bozen eingeführt.
In den frühen 1990er Jahren wurden die „Pendolini“-Dienste zu den führenden Verbindungen Italiens. Von Rom gingen ETR.450 ab nach Mailand, Turin, Bozen, Venedig, Bari, Lecce, Reggio Calabria, Potenza, Tarent, Genua, La Spezia, Vicenza und Savona. Züge liefen auch von Mailand nach Ancona und Pescara.
In den Jahren 1991 und 1992 gingen beispielsweise die Einsätze auch über die Wochenenden zwischen Mailand und Ancona, mit Halten in Bologna, Cesena, Rimini, Riccione, Cattolica, Pesaro und Senigallia, sowie die Destination Rom–Rimini. Abfahrt war freitagnachmittags und Ankunft am Sonntagabend. Die Fahrt zwischen Mailand und Senigallia dauerte erst drei Stunden, im darauffolgenden Jahr nur 18 Minuten länger, was bei Reisenden großen Zuspruch fand. Die 15 Garnituren wurden nach Umbau schließlich auf neun Teile bei 390 Sitzen gebracht.

### Im neuen Jahrtausend
Wegen Schwierigkeiten bei der Nachbeschaffung der gyroskopischen Sensorik, welche von British Aerospace nicht länger gefertigt wurde, aber patentiert und sonst nirgendwo erhältlich war, wurde die Neigetechnik nach und nach deaktiviert, die „Pendolini“ damit ihrer technischen Vorzüge beraubt. Schlussendlich fuhren die Einheiten ab 10. Juni 2004 nunmehr in Rang C-Einstufung, mit einer Verminderung der Höchstgeschwindigkeit auf 200 km/h, nachdem einige Jahre zuvor schon nur noch 220 km/h erlaubt waren. Damit konnte die höhere Geschwindigkeit auch nicht mehr auf eher kurvenarmen Neubaustrecken zur Geltung kommen.
Anzumerken ist, dass die Deutsche Bahn bei ihren Triebwagen der Reihe 610 vor ähnlichen Schwierigkeiten stand, die durch das Ersetzen mit moderneren statischen Komponenten und Neuauslegen der Neigetechnik-Kennlinien gelöst wurden.
2004/2005 wurden Einheiten zur Etablierung einer „Billigreisezug“-Marke TrenOK (in Anlehnung an sogenannte „Billigfluggesellschaften“ ohne zusätzliche Serviceangebote) auf mehreren Strecken herangezogen. Die ETR verfügten nur über Zweite-Klasse-Sitze und bekamen eine farbenfrohe neue Lackierung, die für die etwas langsameren „Low-Cost“-Zugverbindungen warb. Es sollten Vorort-Stationen angelaufen werden, analog den von manch günstigen Fluggesellschaften statt vielfrequentierter Knotenpunkte genutzten Alternativflughäfen. Das Angebot wurde aber nach einigen Monaten eingestellt. Ein ähnliches Konzept verfolgte seit 2005 die Marke Megatrain der Gesellschaft Stagecoach Group in Großbritannien.
Im Januar 2007 wurde die Bedienung der Verbindung Rom–Mailand eingestellt. Die Relationen Rom–Ancona, Rom–Perugia und Rom–Tarent, auf denen die Züge ursprünglich auch als Eurostar Italia verkehrten, wurden noch aufrechterhalten. Mit dem Winter 2010/2011 und außerdem 2011 bis 2012 wurden die Garnituren als Reserve nur sporadisch in Intercity-Diensten verwendet, bedingt durch steigende Fehleranfälligkeit, auch aufgrund nachlassender Wartung.
In den Jahren 2013 und 2015 waren die Pendolini noch zwischen Rom und Reggio Calabria über die Bahnstrecke Salerno–Reggio di Calabria in Betrieb. Vom Standpunkt der technischen Weiterentwicklung und auch in der Anzahl der Einheiten, wurden die ETR 450 bei den FS mittlerweile durch eine Reihe von Nachfolgezügen, beginnend mit den ETR.460 (10 Stück, projektiert bereits ab 1982, in Dienst 1993/94) und ETR.480 (15 Stück, Planung ab 1996, Einsatz seit 1997), sowie durch die ETR.600 (12 Stück, Konstruktion 2006, auf der Strecke 2008) und ihre Ableger (siehe dazu Pendolino) ergänzt und abgelöst. Wie lange die Züge daher noch regulär verkehren würden, war unsicher. Ein von den FS im Januar 2013 gefällter Beschluss, bei Totalausfall oder anstehender Generalüberholung die Fahrzeuge wegen Überalterung der elektrischen und mechanischen Komponenten aus dem Verkehr zu ziehen und abzustellen, ließ ihre Ausmusterung nunmehr bald erwarten.
Anlässlich des 25. Jahrestages der Inbetriebnahme dieser Garnituren wurde am 3. Oktober 2013 in Mailand von der Fondazione FS Italiane (der für die Erhaltung des historischen Erbes der italienischen Eisenbahn verantwortlichen Stiftung der FS) eine Feier im Bahnhof Milano Centrale veranstaltet. Auf den dortigen Gleisen wurden neben einem ETR.232 (früher ETR.212) aus den 1930er Jahren der Vorgänger ETR.401 von 1975 (mit renovierter Außenhaut in ursprünglicher Lackierung) sowie der noch im Liniendienst befindliche ETR.450.010 mit auffälliger Klebebeschriftung in den Worten „25-jähriges Jubiläum Pendolino ETR.450“ präsentiert.
Die letzten Garnituren (die Züge 03, 04, 10 und 11 mit den wenigsten gelaufenen Kilometern) hätten bei Inkrafttreten des Winterfahrplans ab dem 13. Dezember 2014 außer Betrieb gehen sollen. Schon ab dem 9. Dezember wurden zuerst vorzeitig keine Einheiten mehr eingesetzt, als der ETR.450.04, als IC 552 vom Bahnhof Reggio Calabria Centrale nach dem Bahnhof Roma Termini unterwegs, vor Erreichen des Ziels in Latina (Latium) wegen eines Defekts Halt machte und eingezogen werden musste.
In den folgenden Tagen wurde das Intercity-Paar 552 und 561 mit gewöhnlichem Rollmaterial (lokbespannt) geführt, was tatsächlich nach dem kompletten Rückzug dieser Fahrzeuge aus dem kommerziellen Betrieb aussah. Es blieben aber doch ein paar Leistungen bis in die erste Januarwoche 2015 auf der herkömmlichen Route zu absolvieren. Am 6. Januar 2015 brachte der ETR.450.03 zum endgültig letzten Mal regulär Passagiere von Reggio Calabria in die Hauptstadt und beendete damit nach 26 Jahren eine prägende Epoche im italienischen Zugreiseverkehr.
Am 31. März 2015 wurde eben jener Triebzug ETR.450.03 zur Hauptreparaturwerkstätte (Officina Grandi Riparazioni) von Bologna gebracht, um als Teil der historischen Fahrzeugflotte der Fondazione FS Italiane dort wiederhergestellt zu werden.